# Limenitis eavesi
Limenitis eavesi är en fjärilsart som beskrevs av Edwards 1877. Limenitis eavesi ingår i släktet Limenitis och familjen praktfjärilar. Inga underarter finns listade i Catalogue of Life.